# Поливанов, Виктор Петрович
Ви́ктор Петро́вич Полива́нов (25 октября 1831 — 15 [27] октября 1889, Санкт-Петербург) — тайный советник (1884), эстляндский губернатор (1875—1885).

## Биография
Происходил из дворян Костромской губернии, где родился и провёл детство. В 1852 году окончил ярославский Демидовский лицей.
С 1863 года служил в канцелярии Ярославского губернатора. Спустя несколько месяцев перешёл в канцелярию Рижского генерал-губернатора, генерал-адъютанта князя П. Р. Багратиона, где занимал должности старшего помощника секретаря, секретаря IV отделения канцелярии, делопроизводителя Рижского секретного совещательного по делам о раскольниках и отступниках от православия комитета, чиновника особых поручений при министре внутренних дел.
В 1869—1875 годы — эстляндский вице-губернатор. В 1870 году произведён в действительные статские советники. С 14 марта 1875 по 4 (16) апреля 1885 года — эстляндский губернатор; 8 (20) апреля 1884 года произведён в тайные советники (1884). Его стараниями были учреждены русские гимназии в Ревеле, открыты низшие учебные заведения в Эстлянской губернии.
4 (16) апреля 1885 вышел в отставку. Умер 15 (27) октября 1889 в Петербурге; похоронен на кладбище Новодевичьего монастыря.

### Семья
Отец — Пётр Матвеевич Поливанов, юрьевецкий предводитель дворянства; мать — Евдокия Викторовна Шимановская.
Жена — Мария Николаевна Губарева; дети:
- Николай, штабс-капитан лейб-гвардии Гренадерского полка,
- Пётр, поручик.

## Награды
За время службы удостоен наград:
- орден Святого Владимира 2-й степени (1881),
- орден Святой Анны 1-й степени (1878),
- орден Святого Станислава 1-й степени (1875),
- орден Святого Владимира 3-й степени (1872),
- орден Святой Анны 2-й степени (1865),
- орден Святого Станислава 2-й степени (1863),
- медаль «В память войны 1853—1856».